# Tony Esposito (musicien)
Pour le gardien de but de hockey sur glace, voir Tony Esposito.
Antonio dit « Tony » Esposito, né le 16 juillet 1950 à Naples, est un auteur-compositeur-interprète et percussionniste italien. Ses compositions sont inspirées des musiques du monde, mêlées de rythmes africains et de mélodies napolitaines traditionnelles.
Il est considéré comme le percussionniste italien le plus connu et comme l'un des fondateurs de la world music. L'originalité de son approche réside dans le recours à des instruments inventés comme le tamborder, un instrument mêlant percussion et électronique, qui rythme l'une de ses plus célèbres chansons, Kalimba de Luna (1984).

## Les débuts
Tony Esposito a deux sœurs, Anna et Eva Esposito, et un frère, Pasquale Esposito. Il a épousé Eleonora Salvadori.
D'abord producteur pour divers labels italiens, Tony Esposito a contribué, tout au long des années 1970, à la rythmique de multiples artistes italiens parmi lesquels Pino Daniele, Edoardo Bennato, Alan Sorrenti, Lucio Dalla, Francesco De Gregori, Gino Paoli, Roberto Vecchioni, Francesco Guccini et Eugenio Bennato. Aux côtés de Tullio De Piscopo, James Senese, Joe Amoruso, Rino Zurzolo et Fabio Forte, il a popularisé le terme de « blues urbain » qui trouve l'une de ses expressions artistiques les plus achevées dans l'album de Pino Daniele Vai mo' de 1981. Depuis les années 1990, Tony Esposito collabore avec d'autres artistes : il faut particulièrement signaler son duo live avec Enrico Capuano mais également ses compositions pour divers musiciens internationaux parmi lesquels : Don Cherry, Paul Buckmaster, Gato Barbieri, Eumir Deodato, Brian Auger, Gilberto Gil, Billy Cobham, Moncada, Gema Quatro, Seydou Kienou, Naná Vasconcelos etc.
Ce groupe, comme d'autres de l'arrière-pays napolitain (ceux, par exemple, d’Ernesto Vitolo, Gigi de Rienzo, Robert Fix et Mark Harris), a été considéré pendant des années comme le parrain et la référence de la Napoli-power (le nouveau son du blues-rock urbain, fusion de funky-jazz et de world-ethnique).

## Les albums et le succès
En 1975, il sort un premier 33-tours solo sous le label Numero Uno: Rosso napoletano ; puis un second dès l'année suivante : Processione sul mare ; mais c'est la sortie de son troisième album, Gente distratta (1977), qui lui vaut le Prix de la Critique italienne (Premio Critica Italiana della Musica).
En 1978 il publie son quatrième 33-tours, La banda del sole (sous label Philips), qui prélude à sa participation au Montreux Jazz Festival avec le groupe jazz-rock italien Perigeo (Tommaso-Biriaco). Deux ans plus tard (1980), il est derechef invité au "Montreux Jazz Festival" avec une nouvelle formation, le Tony Esposito Group.
En 1982, il compose le générique Pagaia de l'émission Domenica in (paru sur l'album Tamburo - label Bubble) ; pour Tony Esposito, c'est le début d'une période faste et la fin des expérimentations tous azimuts : il se consacre à la composition de musiques plus proches des goûts du public.  Deux années de suite, il sort le tube de l'été : d'abord Kalimba de luna (sur l'album Il grande esploratore - label Bubble, 1984) qui s'est vendu à plus de 200 000 exemplaires rien qu'en Italie puis As tu às (sur l'album homonyme et le  même label, 1985).
Fin 1985, il reçoit le Prix des critiques de disques pour son single Kalimba de Luna, vendu à 5 millions d'exemplaires à travers le monde, et le Disque d'or au Venezuela et au Benelux. Son single Papa Chico s'est aussi classé dans les premières places des hits-parades d'Europe. Ces chansons sont reprises par d'autres artistes en vue des années 1970, au premier rang desquels le groupe allemand Boney M.
Tony Esposito participera à trois éditions du Festival de Sanremo avec Sinuè (1987), Novecento aufwiedersehen (1990 aux côtés d'Eugenio Bennato), et Cambiamo musica avec le groupe Ladri di Biciclette, 1993).
Toujours en 1986, il reçoit le Ruban d'argent pour la bande sonore du film Camorra de Lina Wertmüller. Il a collaboré au mini-album Il gioco continua d'Edoardo Bennato (1988). Il compose, le générique de la série télévisée Serata Mondiale (1990), consacrée aux coupes du monde de football, et celui de la série Colombiadi (1992). Puis en 1996, il compose la bande sonore du film Storie d'amore con i crampi de Pino Quartullo, avec Chiara Caselli, Sergio Rubini et Debora Caprioglio.

### Collaborations
- 1972 – Aria d'Alan Sorrenti
- 1973 – Come un vecchio incensiere all'alba di un villaggio deserto d'Alan Sorrenti
- 1973 – Il re non si diverte de Roberto Vecchioni
- 1973 – Opera buffa de Francesco Guccini
- 1974 – Anima Latina de Lucio Battisti
- 1974 – I buoni e i cattivi d'Edoardo Bennato
- 1974 – Stanze di vita quotidiana de Francesco Guccini
- 1974 – Francesco De Gregori de Francesco De Gregori
- 1974 – Alan Sorrenti d'Alan Sorrenti
- 1975 – Io che non sono l'imperatore d'Edoardo Bennato
- 1975 – La valle dei templi de Perigeo
- 1975 – La torre di Babele di Edoardo Bennato
- 1976 – Automobili de Lucio Dalla
- 1977 – Dell'universo assente de Luciano Cilio
- 1977 – Samarcanda de Roberto Vecchioni
- 1977 – Burattino senza fili de Edoardo Bennato
- 1981 – Vai mo' de Pino Daniele
- 1984 – Sció live de Pino Daniele
- 1988 – Il gioco continua de Edoardo Bennato
- 1992 – Radici de Alan Sorrenti
- 2007 – Il mio nome è Pino Daniele e vivo qui de Pino Daniele
- 2008 – Ricomincio da 30 de Pino Daniele
- 2011 – Sul tetto del mondo des Modena City Ramblers

## Télévision et cinéma
Il participe en 1975 au programme télé pour enfants Fantaghirò de la RAI comme acteur, mime et percussionniste.
En 1976 il apparaît dans le documentaire d'Alberto Grifi Festival del proletariato giovanile al Parco Lambro.
En 1985, il est récitant dans le film Blues metropolitano, de Salvatore Piscicelli, avec la participation de Pino Daniele et de Tullio De Piscopo.